# Louise Michel
(Louise Michel)
Louise Michel (Vroncourt-la-Côte, 29 maggio 1830 – Marsiglia, 9 gennaio 1905) è stata un'anarchica, insegnante, scrittrice e rivoluzionaria francese, ricordata per il suo ruolo preminente durante la Comune e il suo sostegno all'emancipazione femminile.

## Biografia
(Louise Michel, La Commune)
Louise Michel fu la figlia, non legittima, di Laurent Demahis, il notabile del castello di Vroncourt-la-Côte, e della sua serva Marianne Michel. Fu allevata dai nonni paterni, nobili ma illuministi e liberali: «Ascoltavo sia la mia zia bigotta cattolica, che i miei nonni, che erano seguaci di Voltaire. Confusa da strani sogni, ero come l'ago di una bussola che, sconvolto da una tempesta, cerca il Nord: il mio Nord era la rivoluzione».
Cominciò fin da bambina a scrivere poesie e continuò a scriverle per tutta la vita, senza pretese letterarie, ma per dare una voce nobile al suo amore per la natura, prima, e al suo impegno politico poi. Del resto, il suo amore per la letteratura la portò a studiare nella scuola di Chaumont per conseguire il massimo titolo di studio concesso allora a una donna, cui era interdetta la frequenza universitaria: il 1º settembre 1851 si diplomò maestra e conseguì l'abilitazione all'insegnamento il 25 marzo 1852.
Ma per insegnare nelle scuole pubbliche occorreva prestare giuramento all'Imperatore e questo Louise non poteva accettarlo e allora, in settembre aprì una scuola privata a Audeloncourt insegnandovi per un anno, poi due anni dopo, insegnò per un altro anno a Clefmont. Il suo rifiuto del Regime, così presto manifestato, e i suoi articoli pubblicati nei giornali di Chaumont, nei quali scriveva di storia antica alludendo alla Francia contemporanea, pur cercando di sfuggire alla censura napoleonica, non rimanevano ignorati dalle autorità: «Regnava Domiziano, aveva scacciato i filosofi e i saggi capitolini da Roma, aumentato il soldo ai pretoriani, reintrodotto i giochi sul Campidoglio e la gente onorava il clemente imperatore nella speranza che arrivasse qualcuno a pugnalarlo».
Alla morte del nonno ricevette un'eredità cospicua, 40 000 franchi, che volle donare interamente ai poveri, con scandalo dei benpensanti. Poi Louise ritenne che era tempo di sottrarsi alla vita di provincia e nel 1856 si trasferì a Parigi.

### A Parigi

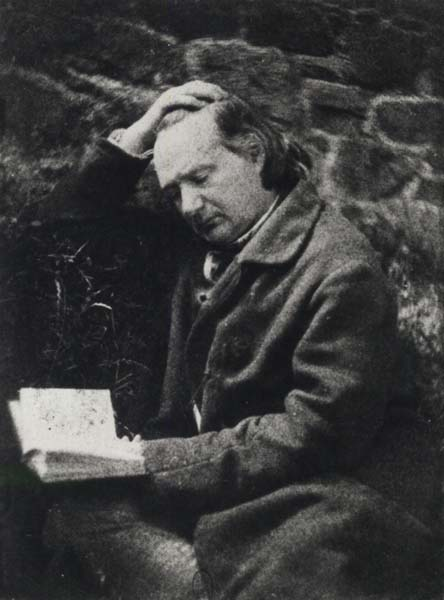
Victor Hugo nel 1854

Qui si procurò da vivere insegnando nell'Istituto di madame Voillier, con la quale intrattenne rapporti quasi filiali. L'attività che svolse in questi anni fu particolarmente intensa. Nel 1865, aprì una scuola libera ad Audelancourt, in rue Houdon, e nel 1868 un'altra in rue Oudot e presentò progetti avanzati per l'epoca, come la creazione di scuole professionali e orfanotrofi gestiti da laici. Entrambe le sue scuole erano di stampo assolutamente repubblicano: infatti Louise, repubblicana intransigente, rifiutò sempre di prestare giuramento all’imperatore Napoleone, per cui nutriva un profondo disprezzo e pertanto venne esclusa dall’insegnamento pubblico e dovette aprire una scuola propria. Nelle Memorie, avrebbe ricordato che le sue lezioni iniziavano e terminavano con il canto del La Marsigliese e che aveva spiegato alle sue piccole allieve che pregare per l’imperatore era sacrilego.
Non trascurò il suo interesse per la letteratura: scrisse poesie con lo pseudonimo di «Enjolras», il nome del personaggio, repubblicano e nobile d'animo, de I miserabili di Victor Hugo, con il quale si tenne in corrispondenza fin dal 1850 e che conobbe personalmente nel 1851. Si è anche sostenuto che abbiano avuto una figlia, Victorine, ma è una supposizione senza certezza. Lei gli mandava sue poesie e Hugo le dedicherà il poema Viro Major dopo il processo subito da Michel nel 1871:
Si iscrisse nel 1862 alla Union des poètes ma soprattutto cominciò a frequentare gli ambienti rivoluzionari, dove incontrò Jules Vallès, Eugène Varlin, Raoul Rigault e Émile Eudes, nel 1869 divenne segretaria della Société démocratique de moralisation, un'associazione di assistenza che combatteva la prostituzione offrendo lavoro alle operaie: politicamente Louise era vicina al movimento repubblicano-socialista guidato da Auguste Blanqui.
Il 12 gennaio 1870 partecipò, vestita da uomo e armata di un pugnale, alla veglia funebre di Victor Noir, il giornalista ucciso da Pietro Bonaparte, il cugino di Napoleone III di Francia scandalosamente assolto dalla magistratura compiacente all'imperatore.

### Nella Comune

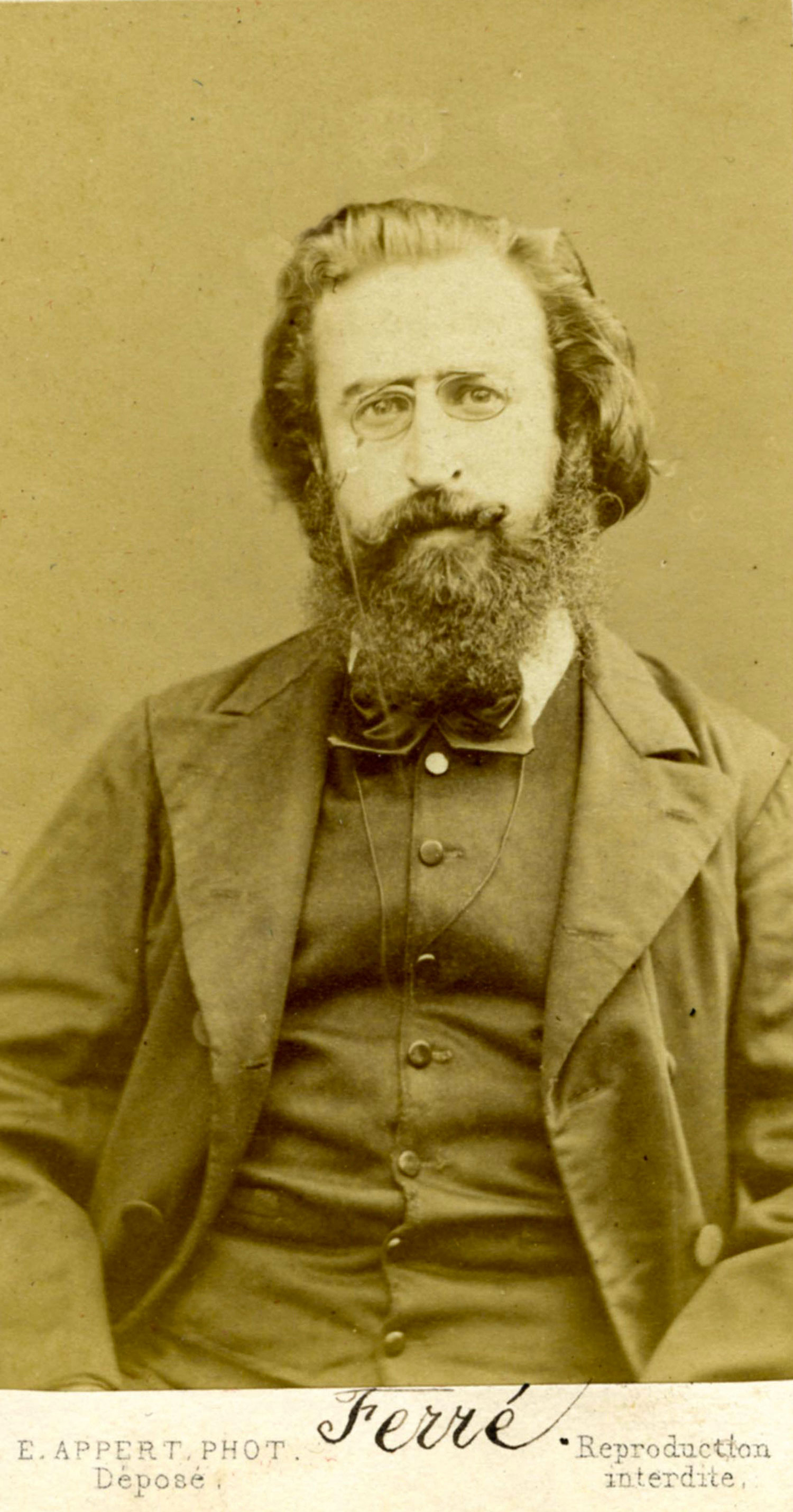
Théophile Ferré

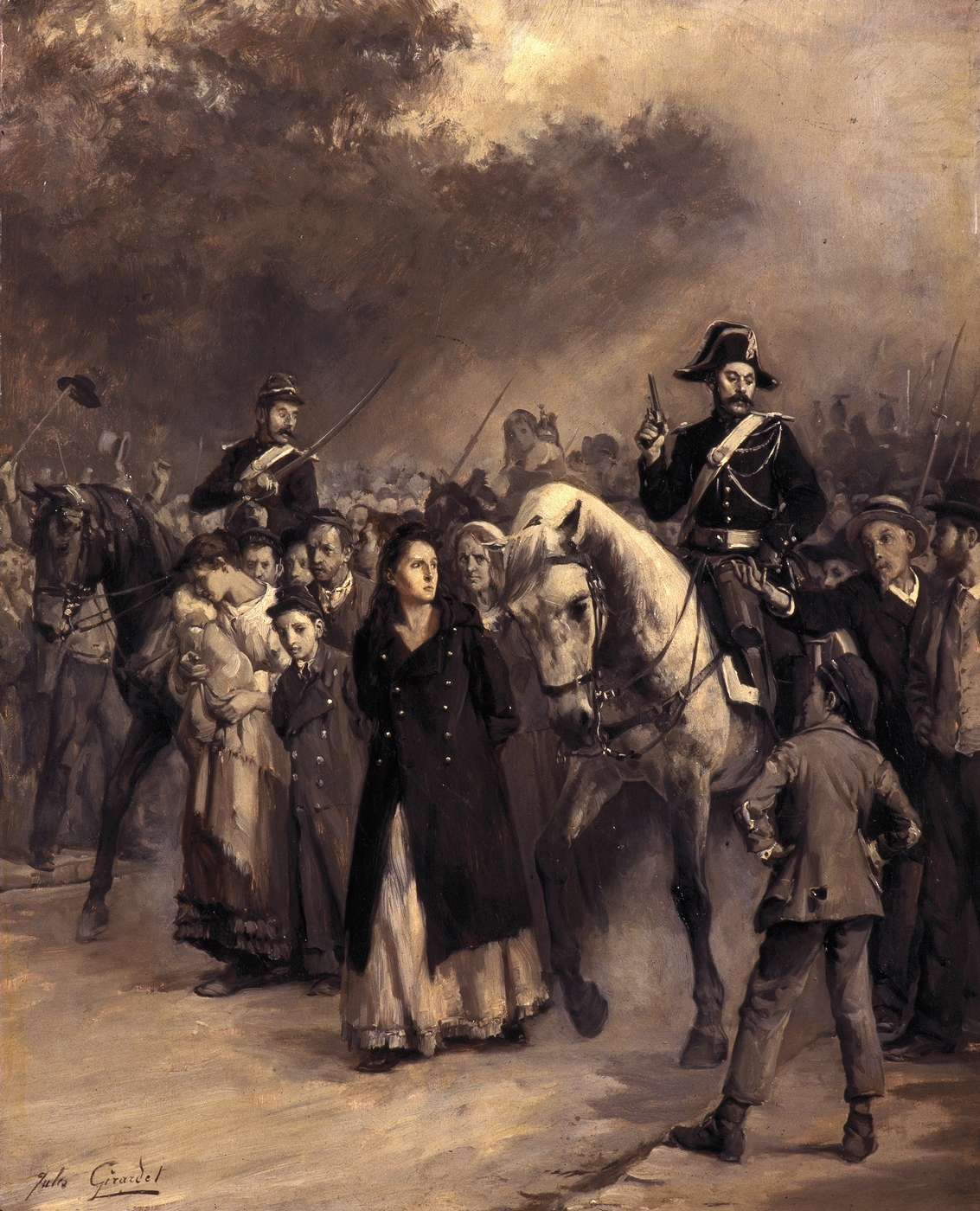
Jules Girardet: Louise Michel tra i federati avviati in prigionia a Versailles

Nell'agosto del 1870, a guerra in corso tra Francia e Prussia, Louise manifestò contro l'arresto dei blanquisti Eudes et Brideau e, dopo la caduta dell'Impero, venne eletta presidente del Comitato di vigilanza dei cittadini del XVIII arrondissement di Parigi: «il Comitato di vigilanza di Montmartre non lasciava nessuno senza tetto, nessuno senza pane; la sera dividevamo un'aringa in quattro o cinque, ma quando si trattava di bisognosi non si risparmiavano né mezzi pubblici, né la possibilità di operare requisizioni rivoluzionarie. Il XVIII arrondissement era il terrore dei trafficanti e degli accaparratori»; qui era anche Théophile Ferré (1846-1871), del quale s'innamorò. Nella Parigi assediata e affamata, ma nella quale i soldati fraternizzavano con la popolazione e le Guardie nazionali, Louise fu tra i pochi che proposero di lanciare un'offensiva contro Versailles, dove il governo di Thiers aveva ancora poche truppe, e si offrì volontaria per andarvi da sola a uccidere Thiers.
Fu molto attiva nelle giornate della Comune, collaborando ai giornali che sostenevano la rivoluzione, il «Le Cri du peuple» e «La Marseillaise». Il 22 gennaio 1871 avrebbe partecipato all'incendio dell'Hôtel de Ville, in marzo, con la divisa di guardia nazionale, combatté a Montmartre e nei due mesi successivi, quando le truppe governative attaccarono Parigi, combatté a Clamart, a Issy-les-Moulineaux, dove fu ferita, a Neuilly e si trovò sulle barricate di Clignancourt.
Quando i versagliesi di Thiers ebbero il sopravvento e cominciarono i massacri, Louise riuscì a sfuggire alle loro ricerche ma, quando sua madre venne arrestata al suo posto, Louise Michel si consegnò prigioniera: vide le esecuzioni sommarie dei comunardi e assistette alla morte dei suoi amici Louis Rossel e Théophile Ferré al quale fece giungere una poesia d'addio, Les Œillets rouges.
La stampa la chiamava allora La lupa assetata di sangue oppure, al contrario, ''La buona Louise" o anche "la serva Louise", riferendosi al suo stato civile di figlia illegittima, nata da Marianne Michel, serva di Laurent Demahis, che non la riconobbe mai come legittima (nell'uso francese "la bonne" indica "la domestica, la serva). Nel processo, l'accusa la dipinse come «ambiziosa di elevarsi al livello dell'uomo, superandolo nei vizi» e responsabile di tentato colpo di Stato, istigazione alla guerra civile, complicità nell'esecuzione di ostaggi, uso di armi militari e falsificazione di documenti. La Michel rifiutò di difendersi, dichiarandosi «sostenitrice assoluta della rivoluzione sociale», assumendosi la responsabilità di tutte le sue azioni e chiedendo per sé la condanna a morte: «Se mi lascerete vivere, esorterò incessantemente alla vendetta».

Fu condannata alla deportazione a vita e per venti mesi fu reclusa nell'abbazia di Auberive, trasformata in prigione.

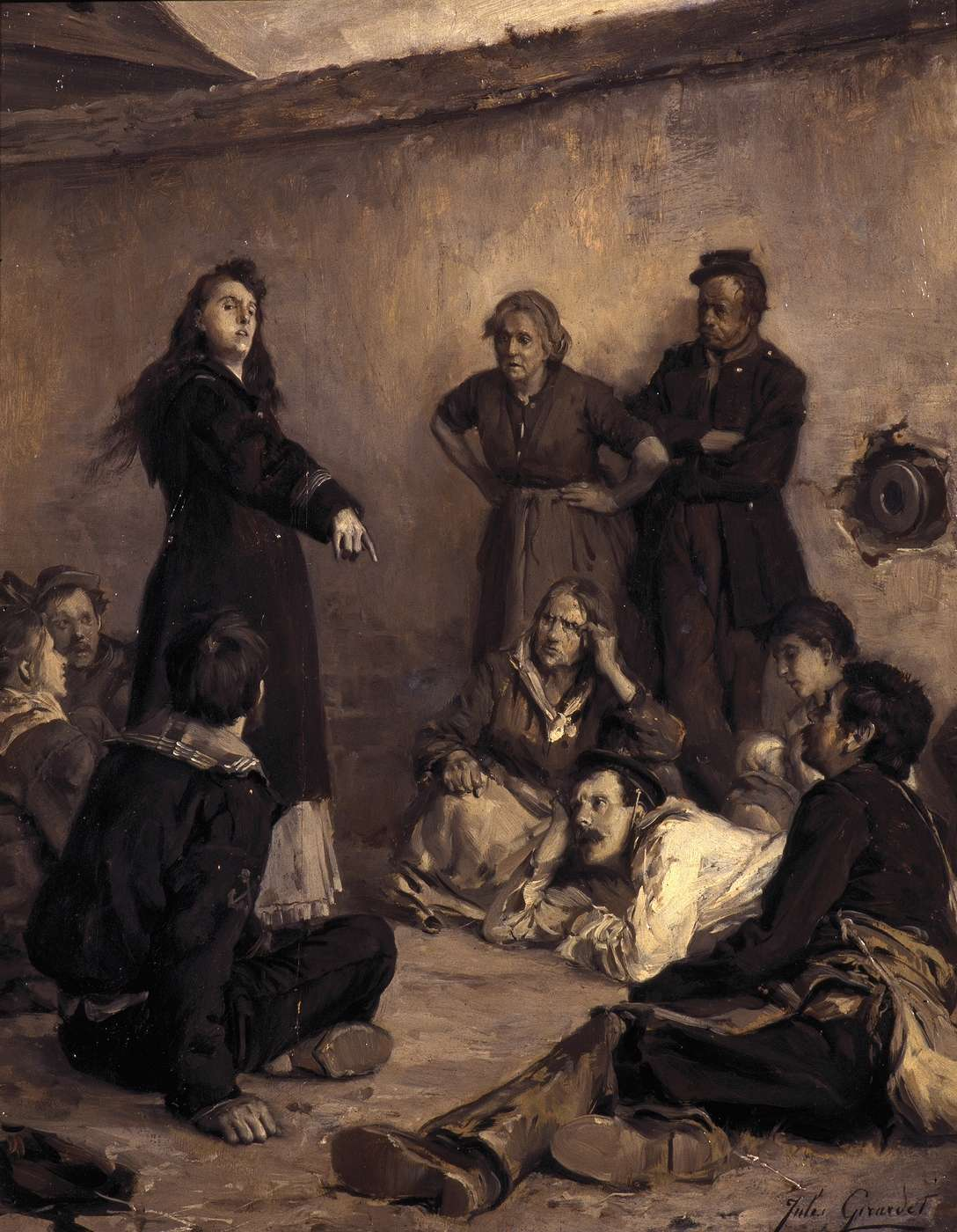
Louise Michel tiene un discorso ai carcerati e ai prigionieri della Comune

### La deportazione

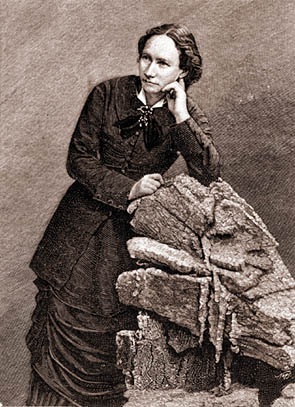
Louise Michel a Numea

Imbarcata sulla Virginie nell'agosto del 1873 per essere deportata nella Nuova Caledonia, mentre la nave si allontanava dalle coste francesi la Michel cantava con gli altri una delle canzoni simbolo della Comune, Le temps des cerises di Jean-Baptiste Clément. A bordo, tra i tanti, erano Henri Rochefort e Nathalie Lemel: fu probabilmente grazie ai contatti con quest'ultima che Louise divenne anarchica.
Nella colonia penale non volle ricevere un trattamento diverso dagli altri detenuti. Nei sette anni passati nell'isola creò il giornale Petites Affiches de la Nouvelle-Calédonie, scrisse le Légendes et chansons de gestes canaques ed entrò in rapporto solidale con gli autoctoni, i canachi, che vivevano in forma comunitaria e in una semplicità di condizioni ormai sconosciuta in Europa: quando questi nel 1878 si ribellarono ai colonialisti francesi, ricevettero il suo sostegno, diversamente da altri deportati, che collaborarono a soffocare la rivolta.
Nel 1879 venne autorizzata a trasferirsi a Numea, il capoluogo dell'isola, per insegnare ai figli dei deportati e poi a una scuola femminile. Nel 1880 ottenne la grazia: all'imbarco per la Francia fu salutata da una folla di nativi che non l'avrebbero lasciata partire senza la sua promessa di fare ritorno tra loro.

### Il ritorno in Francia
Giunse a Parigi il 9 novembre 1880 e riprese la sua attività di militante politica: tiene riunioni e conferenze e pubblica a puntate il romanzo La Misère. Il clamore provocato dall'affare Dreyfus non la vide protagonista. Ora si dedicava al movimento anarchico, partecipando nel luglio 1881 al Congresso londinese dell'Internazionale anarchica, presieduto da Pëtr Alekseevič Kropotkin e da Edwin Dun, nel quale fu stabilita la parola d'ordine della «propaganda attraverso l'azione»: Michel preferiva in realtà che fosse l'azione sindacale a costituire un mezzo di penetrazione dell'ideologia anarchica.
Il 18 marzo 1882, durante una riunione nella Salle Favié di Parigi, propose che gli anarchici adottassero a proprio emblema la bandiera nera: «Basta con la bandiera rossa bagnata del sangue dei nostri soldati. Io inalbererò la bandiera nera, che porta il lutto dei nostri morti e delle nostre illusioni».

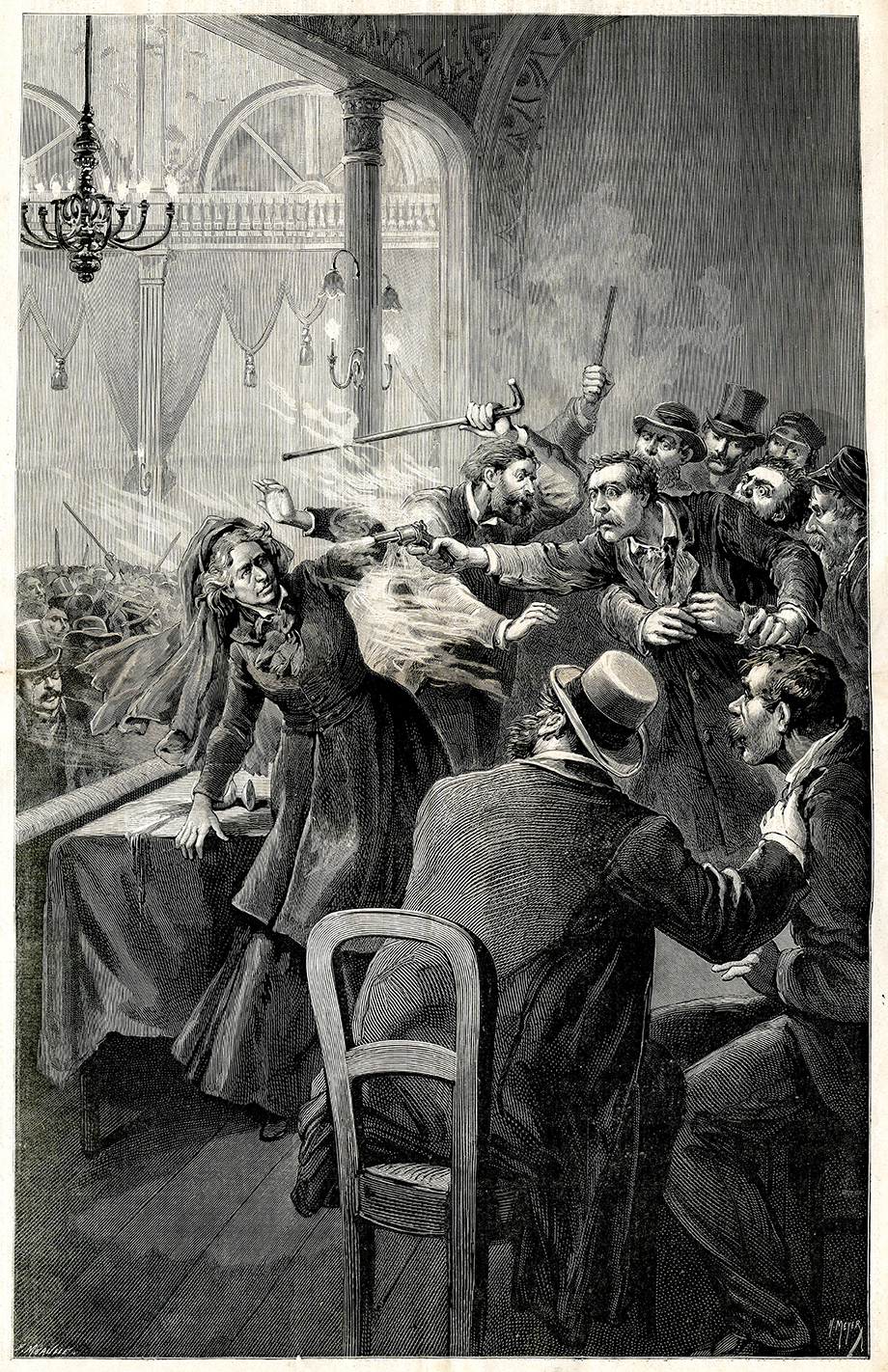
L'attentato a Louise Michel

Con Émile Pouget organizzò il 9 marzo 1883 una manifestazione di disoccupati durante la quale tre panetterie furono saccheggiate e alcune decine di manifestanti furono arrestati: Louise si sottrasse all'arresto ma, ricercata, si costituì alcune settimane dopo. Processata, fu condannata a sei anni di reclusione per «istigazione al saccheggio». Nel gennaio 1886 ottenne la grazia dal presidente della Repubblica Jules Grévy, una grazia da lei non richiesta, ma già nel successivo agosto torna in prigione, condannata a quattro mesi per un discorso pronunciato a favore dei minatori di Decazeville, durante una manifestazione tenuta insieme con Jules Guesde, Paul Lafargue e Paul de Susini.

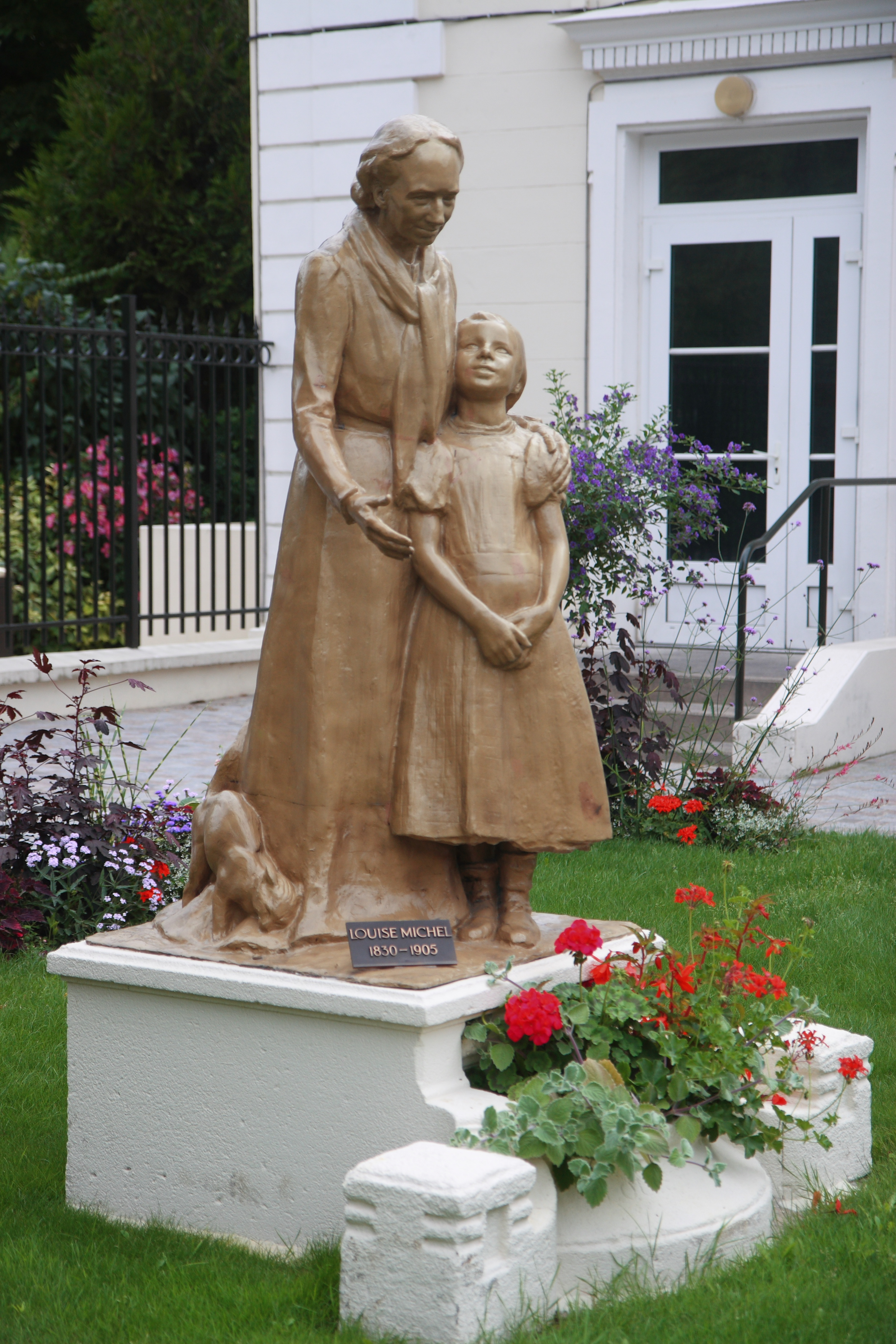
Monumento sito a Levallois-Perret

Nel 1886 Paul Verlaine le dedicò una ballade:
Il 22 gennaio 1888, a Le Havre, dove aveva pronunciato un discorso, lo «chouan» Pierre Lucas le sparò due colpi di pistola che la ferirono leggermente a un orecchio e Louise non si costituì nemmeno parte civile e al processo volle attenuare le responsabilità dell'imputato.
Nell'aprile del 1890, la Michel fu nuovamente arrestata dopo un discorso pronunciato a Saint-Étienne e la partecipazione a una manifestazione a Vienne. Rifiutò la libertà provvisoria, fintanto che i suoi compagni rimanevano in prigione, e diede in escandescenze nella sua cella, tanto che il medico della prigione propose il suo internamento in un ospedale psichiatrico. Non se ne fece nulla e fu liberata, lasciando Vienne per Parigi il 4 giugno.
A luglio, Louise decise di trasferirsi a Londra per gestire una scuola anarchica: ritornò a Parigi il 13 novembre 1895, accolta dai suoi compagni con una grande manifestazione alla stazione di Saint-Lazare.
In quello stesso anno fondò con Sébastien Faure il giornale Le Libertaire e il 27 luglio 1896 tornò a Londra per assistere al Congresso dell'Internazionale socialista, nel quale avviene la separazione definitiva tra socialisti e anarchici. A Londra tornò più volte, trattenendosi per lunghi periodi: ritornò definitivamente in Francia nel 1904, dove il 13 settembre fu iniziata in Massoneria, nella Loggia «La Philosophie sociale» N. 3, della Grande Loggia simbolica scozzese, una loggia che ammetteva le donne. Percorse la Francia per tenervi lunghi giri di conferenze e nell'ottobre fu per tre mesi in Algeria con Ernest Girault.
Fu ancora dopo aver tenuto delle conferenze a Marsiglia, che Louise Michel morì il 9 gennaio 1905: come chiese espressamente nel suo testamento la scrittrice, i funerali si svolsero senza alcuna cerimonia religiosa, ed ebbero luogo a Parigi il 25 gennaio con la partecipazione di una grande folla. Sempre secondo le sue volontà, Louise fu sepolta accanto alla madre nel cimitero di Levallois-Perret.

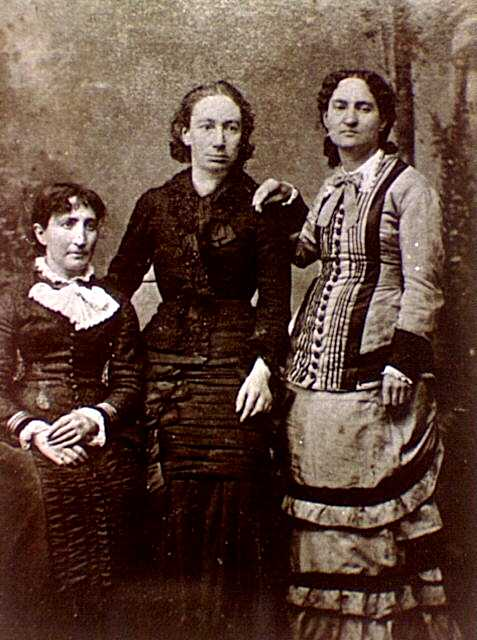
Tra Marie Ferré e Paule Mink

## Scritti
- Fleurs et ronces, poesie, Parigi
- Le claque-dents, Parigi
- Lueurs dans l'ombre. Plus d'idiots, plus de fous. L'âme intelligente. L'idée libre. L'esprit lucide de la terre à Dieu, Parigi 1861
- Le livre du jour de l'an: historiettes, contes et légendes pour les enfants, Parigi 1872
- Légendes et chansons de gestes canaques, 1875
- Le Gars Yvon, légende bretonne, Parigi 1882
- Les Méprises, grand roman de mœurs parisiennes, con Jean Guêtré, Parigi 1882
- La Misère, con Jean Guêtré, Parigi 1882
- Ligue internationale des femmes révolutionnaires, Appel à une réunion, Parigi 1882
- Manifeste et proclamation de Louise Michel aux citoyennes de Paris, Parigi 1883
- Le Bâtard impérial, con J. Winter, Parigi 1883
- Défense de Louise Michel, Bordeaux 1883
- La Fille du peuple, con A. Grippa, Parigi 1883
- Contes et légendes, Parigi 1884
- Légendes et chants de gestes canaques, 1885
- Les Microbes humains, Parigi 1886
- Mémoires, Parigi 1886
- L'Ère nouvelle, pensée dernière, souvenirs de Calédonie, Parigi 1887
- Les Crimes de l'époque, racconti, Parigi 1888
- Lectures encyclopédiques par cycles attractifs, Parigi 1888
- Le Monde nouveau, Parigi 1888
- Prise de possession, Saint-Denis 1890
- À travers la vie, poesie, Parigi 1894
- La Commune, Histoire et souvenirs, Parigi 1898
- Le Rêve, Parigi 1898
- La Comune, tr. it., Milano, M&B Publishing, 2005
- La Comune, trad. di Chiara Di Domenico, Firenze, Clichy, 2021

## Frasi celebri
- Ovunque l'uomo soffre nella società maledetta, ma nessun dolore è paragonabile a quello della donna.
- (quando dice ad un pretendente che se vuole sposarla deve uccidere l'imperatore) rischiate la vostra vita, perché io rischio la mia libertà.
- Non ho voluto essere razione di carne per l'uomo né dare schiavi ai Cesari.
- Mercati dove si vendono le belle figlie del popolo mentre quelle dei ricchi sono vendute per la loro dote... L'una la prende chi vuole. L'altra la si dà a chi vuole.
- Gli uomini più progressisti applaudono all'idea di uguaglianza dei sessi. Ho potuto constatare che come prima e come sempre ancora gli uomini, senza volerlo, vuoi per abitudini o vecchi pregiudizi, vogliono sì aiutarci, però si accontentano solo di sembrarlo. Prendiamoci allora il nostro posto e non aspettiamo d'averlo.
- Sono quindi anarchica perché solo l'anarchia può rendere felici gli uomini e perché è l'idea più alta che l'intelligenza umana possa concepire, finché un apogeo non sorgerà all'orizzonte.

## Riconoscimenti
La città di Parigi con Radio Libertaire le ha intitolato una via, una stazione della metropolitana e la piazza Louise Michel, che si trova a Glignancourt scendendo dalla collina di Montmartre verso Pigalle, proprio dove lei comandava la resistenza sulle barricate in difesa della Comune nella primavera del 1871. Numerose le città francesi che le dedicano una strada: da Grenoble a Bourges, da Avignone a Besançon, da Montreuil a Colombes e anche Bourg-en-Bresse, Martigues, Massy, Morsang-sur-Orge, Vaurèal e moltissime altre; di recente le ha reso omaggio anche la toponomastica di Strasburgo. In Lussemburgo portano il suo nome una via nella capitale e una a Bivange; anche a Bruxelles una grande arteria porta il nome di avenue Louise Michel; inoltre Amhem, nei Paesi Bassi, le ha tributato lo stesso onore.
La nave per il salvataggio dei migranti finanziata dall'artista Banksy è stata chiamata Louise Michel in suo onore.